# Podoficer

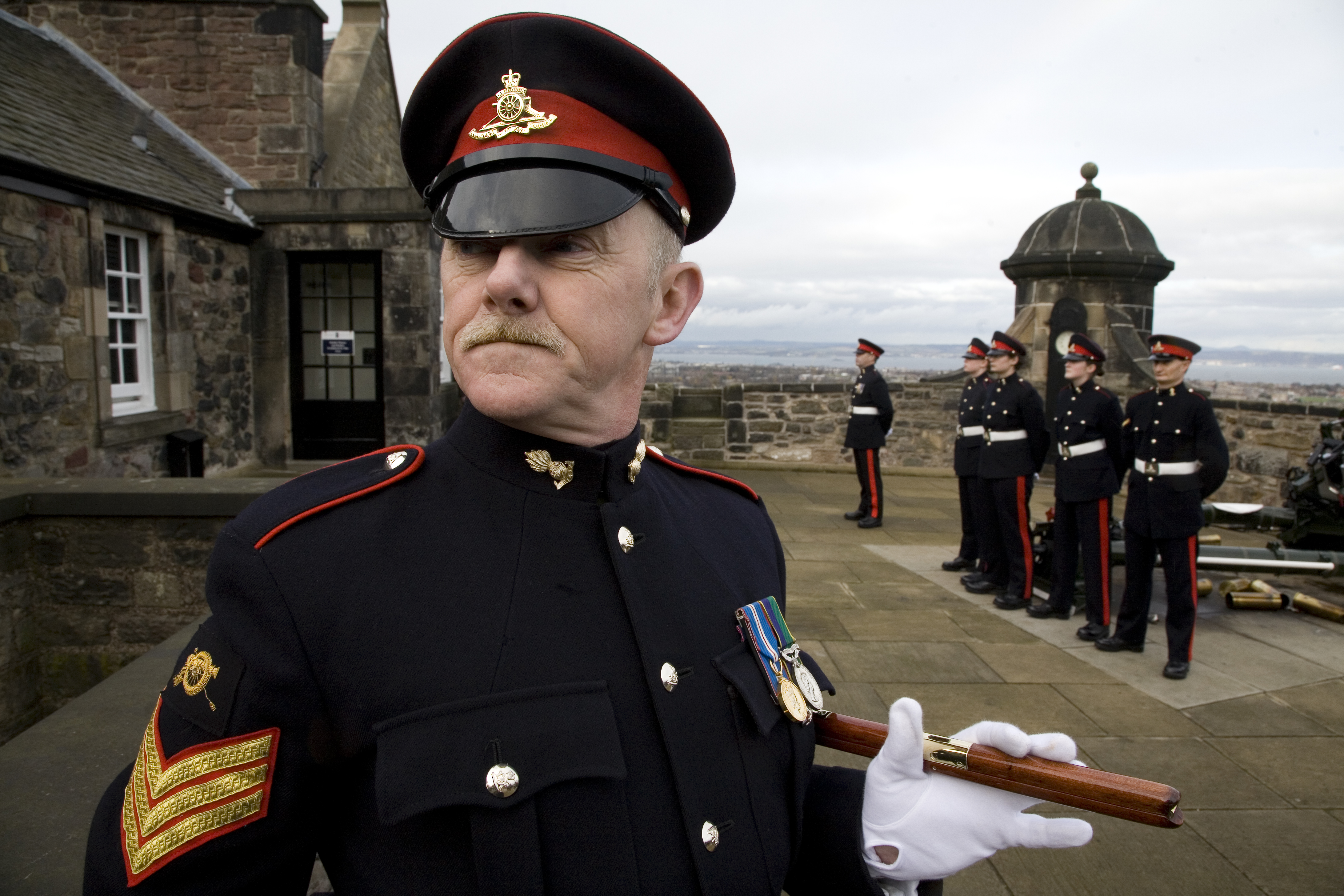
Podoficer armii brytyjskiej

Podoficer – żołnierz należący do korpusu podoficerów (znajdującego się na średnim szczeblu w hierarchii wojskowej tj. pomiędzy korpusem szeregowych a oficerów), pełniący najczęściej funkcję dowódcy pododdziału niższego szczebla (np. drużyny).
Podoficerowie mogą również zajmować inne stanowiska jak np. wychowawców szeregowych lub specjalistów w określonych dziedzinach wiedzy wojskowej. W zależności od armii danego państwa zakres stopni zaliczanych do podoficerskich  kształtuje się w odmienny sposób, zazwyczaj obejmuje jednak zakres od kaprala do sierżanta, a w niektórych państwach (np. Polsce) również chorążych. 

## W Wojsku Polskim
W Wojsku Polskim podoficerami są żołnierze służby czynnej lub rezerwy posiadający stopień wojskowy od kaprala (mata w Marynarce Wojennej) do starszego chorążego sztabowego (starszego chorążego sztabowego marynarki).
W okresie II RP podoficerowie byli zarówno żołnierzami zasadniczej służby wojskowej (w tym nadterminowej) - do stopnia kaprala, jak i żołnierzami zawodowymi (kapral, plutonowy, sierżant, starszy sierżant). W SZ PRL oraz w SZ RP do 2004 roku podoficerowie dzielili się na młodszych i starszych. Rozróżniano  podoficerów zasadniczej służby wojskowej (kapral i starszy kapral) i podoficerów zawodowych (pozostałe stopnie podoficerskie).
Obecnie wszyscy podoficerowie służby czynnej są żołnierzami zawodowymi i tworzą korpus podoficerów zawodowych do którego zalicza się:
- podoficerów młodszych
  - kapral (mat)
  - starszy kapral (starszy mat)
  - plutonowy (bosmanmat)
  - sierżant (bosman)
  - starszy sierżant (starszy bosman)
  - młodszy chorąży (młodszy chorąży marynarki)
- podoficerów starszych
  - chorąży (chorąży marynarki)
  - starszy chorąży (starszy chorąży marynarki)
  - starszy chorąży sztabowy (starszy chorąży sztabowy marynarki)

Stopień podoficerski w Rzeczypospolitej Polskiej jest dożywotni. Utrata lub obniżenie stopnia podoficerskiego może nastąpić na skutek:
- rezygnacji z posiadania obywatelstwa polskiego
- utraty praw publicznych
- zastosowania przez sąd środka karnego – degradacji lub obniżenia posiadanego stopnia